# Inflacija
Inflácija v gospodarstvu je rast cen izdelkov in storitev v določenem časovnem obdobju. Statistično jo izrazimo v odstotkih s stopnjo inflacije. Rast cen pomeni, da je z določeno enoto valute mogoče kupiti manj dobrin oziroma da se kupna moč denarja manjša. Valuta s tem tudi izgubi vrednost (devalvira) v primerjavi z drugimi valutami. Dr. Ivan Turk inflacijo opredeli kot »zviševanje splošne ravni cen, ki hkrati pomeni zmanjševanje kupne moči denarja; položaj, ko povečanje celotnega povpraševanja ob manjšem povečanju ponudbe povzroča nastanek vrzeli v ponudbi ali ko se količina denarja v obtoku povečuje hitreje kot potrebe gospodarstva po denarju.«
Inflacija označuje rast ravni cen na splošno, stopnja rasti inflacije pa prikazuje spremembo ravni cen. V Sloveniji se za merilo inflacije uporablja indeks cen življenjskih potrebščin, s katerim merimo spremembe drobnoprodajnih cen izdelkov in storitev glede na sestavo izdatkov, ki jih domače prebivalstvo namenja za nakupe predmetov končne porabe doma in v tujini.
Indeks cen življenjskih potrebščin (ICŽP) meri spremembe drobnoprodajnih cen izdelkov in storitev z vidika strukture izdatkov, ki jih prebivalci Slovenije namenijo za nakupe predmetov končne porabe doma in v tujini (načelo nacionalne porabe).
Harmonizirani indeks cen življenjskih potrebščin (HICŽP) meri spremembe drobnoprodajnih cen izdelkov in storitev z vidika strukture izdatkov, ki jih potrošniki (domači in tuji) namenjajo za nakupe predmetov končne porabe na ozemlju Slovenije (načelo domače porabe). Harmonizirane indekse cen življenjskih potrebščin izračunavajo vse države članice Evropske unije (EU), kar omogoča primerjavo gibanja cen življenjskih potrebščin med članicami EU.
V Sloveniji se ICŽP in HICŽP zaradi velike metodološke podobnosti skoraj ne razlikujeta.
Statistični urad Republike Slovenije (SURS) zagotavlja uradne statistike o cenah in inflaciji v Sloveniji. Podatki o izračunani inflaciji se objavljajo na mesečni in letni ravni.
Pomen indeksov:
- mesečni indeks kaže spremembe cen v tekočem mesecu glede na prejšnji mesec,
- letni indeks kaže spremembe cen v tekočem mesecu glede na isti mesec prejšnjega leta,
- povprečni letni indeks kaže spremembe cen od začetka leta do tekočega meseca glede na enako obdobje v prejšnjem letu.

Izračun inflacije
Od januarja 1998 je podlaga za izračun inflacije indeks cen življenjskih potrebščin, pred tem pa je bil indeks cen na drobno.
SURS mesečno spremlja in prikaže gibanje drobnoprodajnih cen za okrog 800 izdelkov in storitev, ki sestavljajo t.i. košarico dobrin ter so na podlagi svojih lastnosti in opisov razvrščeni v štiri kategorije: živilski proizvodi, neživilski proizvodi, gostinske storitve in druge storitve. Izbrani izdelki in storitve predstavljajo najpomembnejši delež v skupni potrošnji povprečnega potrošnika, gibanje njihovih cen pa poleg tega najbolje odraža gibanje cen sorodnih izdelkov oziroma storitev. Košarica izdelkov se vsako leto posodobi, doda se nove, aktualne izdelke in odstrani tiste, ki ne sodijo več vanjo. V poštev za izračun mesečno pride okrog 80.000 cen. Za vsak reprezentativni proizvod ali storitev se zbere več cen. Cene se zbira na različne načine:
- Klasično zbiranje podatkov

Podatke o cenah reprezentativnih neživilskih izdelkov in storitev zberejo opazovalci cen vsak mesec v Kopru, Ljubljani, Mariboru in Novem mestu. Nekatere cene pridobijo tudi v drugih krajih po Sloveniji, po telefonu, prek spletnih strani ter iz drugih zbirk podatkov posameznih prodajalcev izdelkov in storitev. Skupno število zbirnih mest, kjer pridobimo podatke o cenah reprezentantov, je okrog 1.350.
- Podatki iz podatkovnih baz trgovcev

Vir podatkov o cenah izdelkov hrane, pijače in tobaka so podatkovne baze največjih trgovcev na slovenskem trgu, ki pokrivajo 84 odstotkov tržnega deleža pri prodaji hrane in brezalkoholnih pijač ter 81 odstotkov tržnega deleža prodaje alkoholnih pijač in tobaka. Trgovci podatke pošiljajo tedensko.
- Spletno strganje

Podatke o cenah računalniške opreme se zbira s programi za spletno strganje, ki samodejno pridobivajo podatke s spletnih strani ponudnikov računalniške opreme.
Za izračun inflacije se poleg mesečnih cen potrebuje tudi letne uteži. Te pomenijo delež porabe posameznega izdelka oziroma storitve v skupni potrošnji in merijo, koliko sprememba cene posameznega izdelka oziroma storitve prispeva k skupni spremembi indeksa.

Najprej se izračuna povprečne cene za posamezen reprezentativni izdelek ali storitev, sledi izračun indeksov reprezentativnih izdelkov ali storitev in na koncu agregatnih indeksov na ravni skupin.

V decembru 2024 je bila letna rast drobnoprodajnih cen 1,9-odstotna (v istem mesecu prejšnjega leta 4,2-odstotna), povprečna letna rast cen pa 2,0-odstotna. Storitve so se v povprečju podražile za 2,7 %, blago pa za 1,4 %. K letni inflaciji so največ, 0,5 odstotne točke, prispevale za 2,6 % višje cene hrane in brezalkoholnih pijač. 
Ekonomisti se v splošnem strinjajo, da ima nizka inflacija (1 %–2 %) pozitivne učinke na gospodarstvo, saj v podjetjih zbuja optimizem, prebivalstvo pa je zaradi uskladitve plač ne občuti. Visoka inflacija pa ima poleg devalvacije valute še druge negativne učinke, denimo umik vlagateljev v strahu pred nadaljnjim zviševanjem cen in obubožanje prebivalstva, če dohodki ne sledijo cenam. Iz strahu pred še višjo inflacijo lahko pride tudi do pomanjkanja zalog. Zelo visoko stopnjo inflacije imenujemo hiperinflacija.
Visoka inflacija je praviloma posledica prevelike količine denarja v obtoku, medtem ko nizko inflacijo lahko povzročijo tudi spremembe v ponudbi in povpraševanju.
Država se proti inflaciji bori običajno tako, da centralna banka (v primeru ZDA Federal Reserve, v državah z evrom Evropska centralna banka) z dvigom obrestnih mer podraži izposojanje in tako zmanjša količino denarja v obtoku. Centralna banka del denarja lahko vzame iz obtoka tudi z zahtevo po večjih obveznih rezervah bank.